# Битва при Голымине
Битва при Голымине (фр. Bataille de Golymin) — сражение во время Войны четвёртой коалиции между французскими и русскими войсками, произошедшее 26 декабря 1806 года на территории Польши.

## Обстановка перед сражением
Сводный отряд князя Голицына (3 полка и 18 орудий) по приказу главнокомандующего русской армией в Польше фельдмаршала Каменского был отправлен к Слубову как резерв корпуса Л. Л. Беннигсена. Там к отряду присоединилось ещё 3 полка. В это же время Голицын обнаружил, что к городу подходят наступающие французские войска, причём одновременно с двух сторон. У него не оставалось другого выхода как отступать. Неожиданно начавшаяся оттепель и дожди превратили дороги в болото. Из-за этого в конце концов русским пришлось бросить часть своей артиллерии. К утру 14 декабря они прибыли в Голымин, где их ожидал генерал Дохтуров с 2 полками.

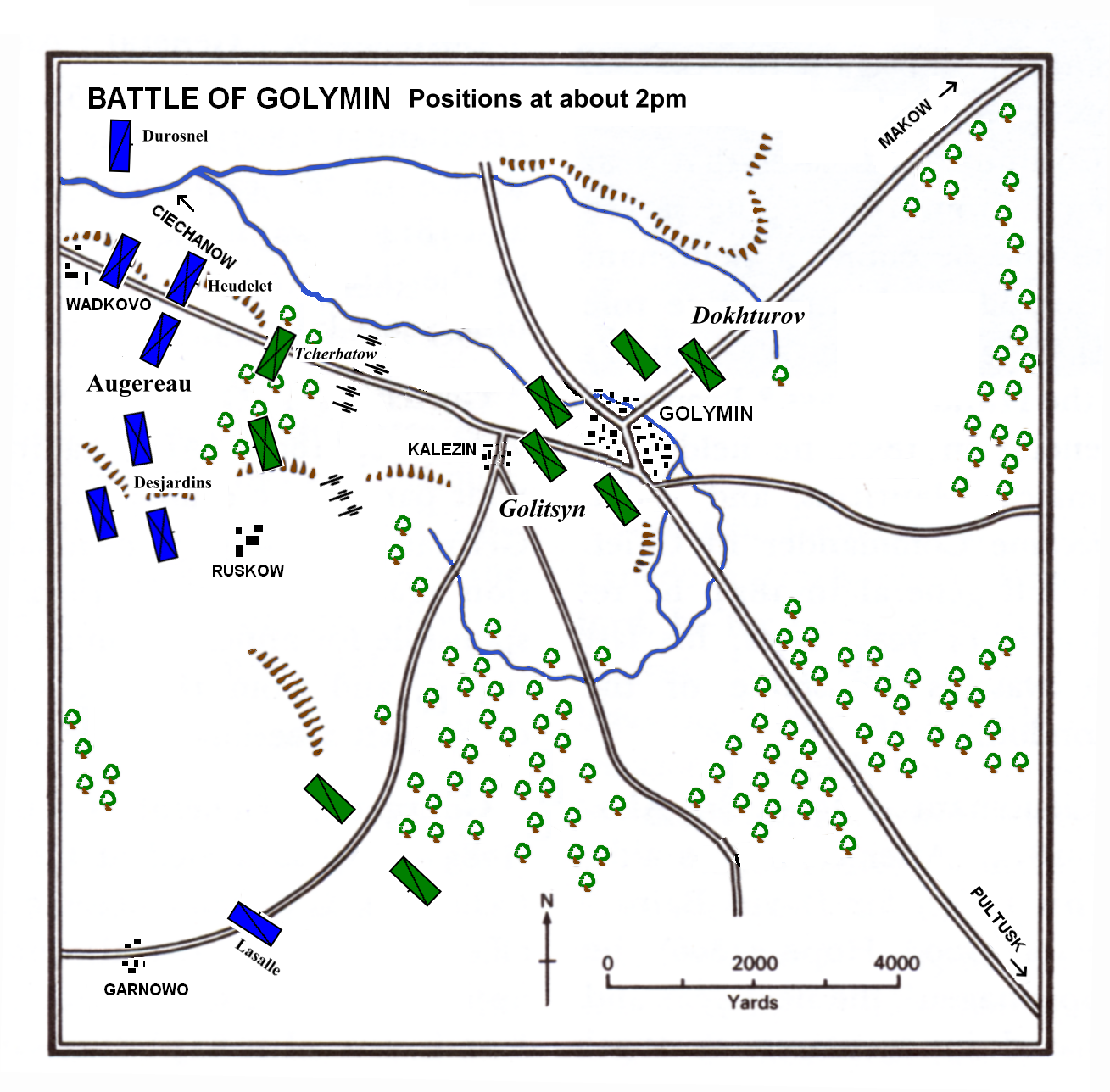
Битва при Голымине. Обстановка на 2 часа дня

В это время к городу двигалось три корпуса Великой Армии под командованием Ожеро, Даву и Сульта и кавалерия Мюрата. Наполеон планировал захватить город и затем нанести удар в тыл главным силам русской армии. Грязь замедлила продвижение французов, поэтому в сражение они вступали по очереди. Первым к городу вышел Ожеро.
В распоряжении Голицына было 15 пехотных батальонов и 20 эскадронов кавалерии. Дохтуров имел 3 пехотных батальона и 1 кавалерийский полк. В ходе боя к русским подошли 2 кавалерийских полка и небольшой отряд пехоты. Всего 16 000 — 18 000 человек. Французы имели численный перевес. Кавалерия — 5600 сабель. Корпуса Даву и Ожеро — 30 600 пехоты и 2000 кавалерии. Всего 38 200 человек.

## Ход сражения

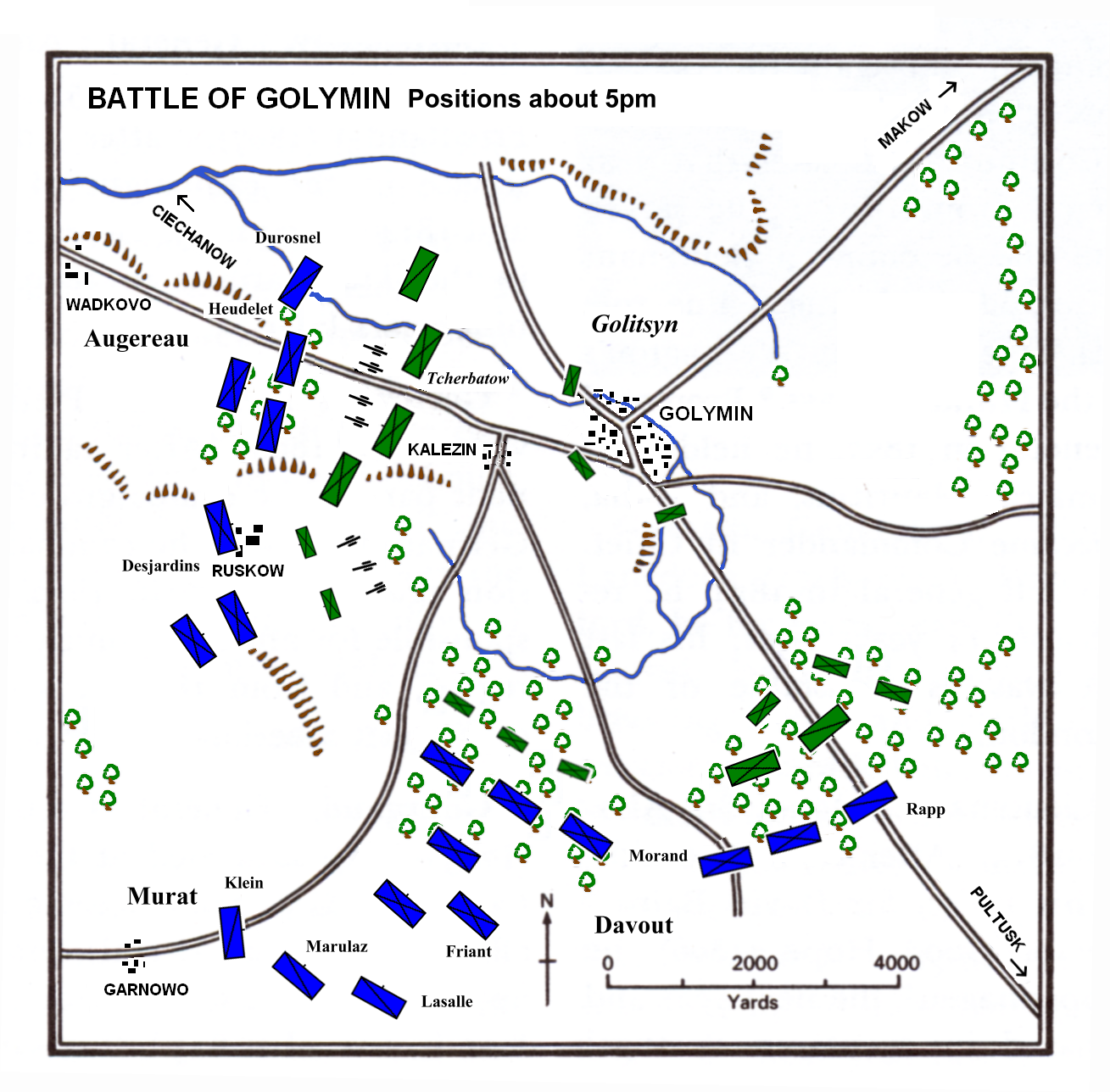
Битва при Голымине. Обстановка на 5 часов вечера

Вначале бой разгорелся в лесу, где наступающие французы столкнулись с Костромским пехотным полком, который был своевременно выдвинут туда командующим. Голицын имел преимущество местности и поддержку своих орудий, тогда как у французов не было артиллерии. В упорной схватке противнику так и не удалось выбить русских из леса. Чуть позже Ожеро частью сил обошёл лес и, оказавшись на открытом пространстве, подвергся беспощадному обстрелу русской артиллерии. Французы попытались смелой атакой кавалерии захватить пушки, но контратакой одного кирасирского и одного драгунского полка были отброшены.
Ожеро требовалось любой ценой захватить артиллерию русских, так как она своим сильным огнём не давала возможности его корпусу развернуться на равнине для решительного удара. В атаку пошла 1я пехотная дивизия. Одновременно к французам подошёл корпус Даву. Отряду Голицына грозил обход с флангов и окружение. Целью командующего в сложившейся обстановке стало дождаться темноты, чтобы незаметно отступить перед превосходящими силами врага.
В 15-00 неожиданно для русских к ним подошли подкрепления — отряды графа Палена и Чаплица. Немедленно бросив их в бой, Голицын смог сдержать натиск французов до наступления темноты. К этому времени на поле боя прибыл Наполеон с корпусом Сульта. Французы, теперь под командованием императора, атаковали русских с трёх сторон. Жестокий рукопашный бой разгорелся на улицах Голымина. Наступила ночь, и русские начали отход. Дохтуров направился к Макову, затем около 21:00 Голицын отвёл свои орудия, конницу, а затем и пехоту.
Ожеро занял Голымин рано утром 27 декабря.